# Phoenix Rising (Band)
Phoenix Rising ist eine spanische Symphonic-Power-Metal-Band aus Alcorcón (Madrid), die 2007 unter dem Namen Quinta Enmienda gegründet wurde und sich 2011 in Phoenix Rising umbenannte.

## Diskografie
als Quinta Enmienda
- 2010: Ne Bis In Idem (Album)

als Phoenix Rising
- 2012: MMXII (Album in spanischer und englischer Version)
- 2014: Versus (Album)